# Петровско-Ямская волость
Петровско-Ямская во́лость — историческая административно-территориальная единица (волость) в составе Повенецкого уезда Олонецкой губернии Российской Империи и РСФСР. Волость состояла из 37 населённых пунктов (на 1905 год). Волостное правление располагалось в селении Вожмосалма (в советские годы затоплено при строительстве Беломоро-Балтийского канала).
В настоящее время территория Петровско-Ямской волости относится в основном к Сегежскому району Республики Карелия.

## География
Самым удалённым от волостного правления поселением было Линдозеро (80 вёрст).

## История
В ходе реформы административно-территориального деления СССР в 1927 году волость была упразднена, а её территория разделена между Сегежским и Повенецким районами.

## Состав

### Сельские общества
В состав волости входили следующие сельские общества, включающие 37 деревень:
- Выгозерское общество
- Койкиницкое общество
- Масельгское общество

### Населённые пункты
| Выгозерское общество                  |       |         |       |              |
| Поселение                             | Семей | Человек | До ВП | Школа        |
| Выгозерский погост при озере Выгозере | 38    | 182     | 6     | Есть         |
| Талым-Наволок при озере Выгозере      | 20    | 120     | 7     | В 1 версте   |
| Габ-Наволок при озере Выгозере        | 6     | 40      | 15    | В 10 верстах |
| Кайбасова 1-я при озере Боброве       | 8     | 46      | 6     | В 6 верстах  |
| Кайбасова 2-я при озере Боброве       | 8     | 32      | 5     | В 5 верстах  |
| Вожмо-гора при озере Боброве          | 5     | 35      | 7     | В 7 верстах  |
| Тервастров при озере Боброве          | 6     | 35      | 1     | В 1 версте   |
| Вожмозеро при озере Вожмозере         | 6     | 29      | 30    | В 30 верстах |
| Зубова при озере Выгозере             | 14    | 46      | 4     | В 2 верстах  |
| Талап-губа при озере Выгозере         | 1     | 14      | 2     | В 2 верстах  |
| Корос-озеро при озере Корос-озере     | 32    | 137     | 34    | Есть         |
| Воренжа при реке Суме                 | 30    | 171     | 59    | Есть         |
| Минина при озере Пулозере             | 2     | 7       | 48    | В 14 верстах |
| Хижезеро при озере Хижезере           | 14    | 93      | 40    | Есть         |
| Пулозеро при озере Пулозере           | 10    | 52      | 44    | В 10 верстах |
| Вожмосалма при озере Салме Бобровском | 27    | 151     | 0     | Есть         |
| Петровский Ям при реке Выг            | 5     | 32      | 14    | В 12 верстах |
| Тайгеницы при реке Выг                | 17    | 84      | 30    | Есть         |
| Итого                                 | 249   | 1306    |       | 6            |

| Койкиницкое общество                 |       |         |       |              |
| Поселение                            | Семей | Человек | До ВП | Школа        |
| Койкиницы при озере Выгозере         | 45    | 231     | 46    | Есть         |
| Реваш-Наволок при озере Выгозере     | 15    | 83      | 46    | В 2 верстах  |
| Дуброва при озере Выгозере           | 16    | 92      | 70    | В 20 верстах |
| Ловище при озере Выгозере            | 15    | 99      | 60    | В 10 верстах |
| Корельский Остров при озере Выгозере | 30    | 164     | 40    | Есть         |
| Тиконицы при озере Выгозере          | 6     | 45      | 27    | В 10 верстах |
| Химо-песок при озере Выгозере        | 3     | 22      | 30    | В 14 верстах |
| Линдозеро при озере Линдозере        | 2     | 17      | 80    | В 30 верстах |
| Итого                                | 132   | 753     |       | 2            |

| Масельгское общество                 |       |         |       |                   |
| Поселение                            | Семей | Человек | До ВП | Школа             |
| Морская Масельга при озере Маткозере | 28    | 157     | 52    | Есть              |
| Большое Янчезеро при озере Янчезере  | 5     | 30      | 67    | В 15 верстах      |
| Малое Янчезеро при озере Янчезере    | 0     | 0       | 67    | В 15 верстах      |
| Куккозеро при озере Янчезере         | 0     | 0       | 67    | В 15 верстах      |
| Слобода при озере Слободском         | 21    | 132     | 77    | Есть              |
| Щепина гора при озере Слободском     | 0     | 0       | 77    | В смежном селении |
| Копосова при озере Слободском        | 0     | 0       | 77    | В смежном селении |
| Конжезеро при озере Конже            | 2     | 10      | 64    | В 12 верстах      |
| Телекина при озере Телекине          | 26    | 135     | 39    | В 13 верстах      |
| Кяменицы при озере Кяменице          | 10    | 66      | 59    | В 33 верстах      |
| Урос-озеро при озере Урос-озере      | 6     | 55      | 71    | В 45 верстах      |
| Итого                                | 98    | 585     |       | 2                 |

## Население
На 1890 год численность населения волости составляла 2658 человек.
На 1905 год численность населения волости составляла 2644 человека. Из них мужчин 1256, женщин 1388. Самое многочисленное селение — Койкиницы (231 житель), самое малочисленное — Малое Янчезеро (0 жителей).

## Инфраструктура
Основа экономики — сельское хозяйство. В волости на 1905 год насчитывалось 481 лошадь, 650 коров и 660 голов прочего скота.
В волости в 1905 году было 10 школ в селениях Выгозерский погост, Корос-озеро, Воренжа, Хижезеро, Вожмосалма, Тайгеницы, Койкиницы, Корельский Остров, Морская Масельга и Слобода. В среднем на 264 человек приходилась 1 школа. Дальше всего до школы было добираться из селения Урос-озеро (45 вёрст). В пределах пяти вёрст от ближайшей школы находилось 17 поселений общей численностью 1800 жителей (68,08%).

## Транспорт
Через волость проходил почтовый тракт Повенец-Сумпосад, на берегу пролива Салмы из озера Боброво в Выгозеро.
Проходила Осударева дорога.